# Ingouville
Ingouville és un municipi francès situat al departament del Sena Marítim i a la regió de Normandia. L'any 2007 tenia 265 habitants.

## Demografia

### Població
El 2007 la població de fet d'Ingouville era de 265 persones. Hi havia 108 famílies de les quals 24 eren unipersonals (12 homes vivint sols i 12 dones vivint soles), 40 parelles sense fills, 36 parelles amb fills i 8 famílies monoparentals amb fills.
La població ha evolucionat segons el següent gràfic:
Habitants censats

### Habitatges
El 2007 hi havia 153 habitatges, 107 eren l'habitatge principal de la família, 44 eren segones residències i 2 estaven desocupats. Tots els 148 habitatges eren cases. Dels 107 habitatges principals, 92 estaven ocupats pels seus propietaris i 15 estaven llogats i ocupats pels llogaters; 2 tenien una cambra, 3 en tenien dues, 14 en tenien tres, 28 en tenien quatre i 60 en tenien cinc o més. 84 habitatges disposaven pel capbaix d'una plaça de pàrquing. A 51 habitatges hi havia un automòbil i a 47 n'hi havia dos o més.

### Piràmide de població
La piràmide de població per edats i sexe el 2009 era:
| Homes | Edats   | Dones |
| ----- | ------- | ----- |
| 0     | 95 o +  | 0     |
| 0     | 90 a 94 | 0     |
| 4     | 85 a 89 | 0     |
| 0     | 80 a 84 | 0     |
| 4     | 75 a 79 | 4     |
| 0     | 70 a 74 | 8     |
| 12    | 65 a 69 | 4     |
| 0     | 60 a 64 | 8     |
| 16    | 55 a 59 | 8     |
| 12    | 50 a 54 | 12    |
| 4     | 45 a 49 | 4     |
| 16    | 40 a 44 | 4     |
| 24    | 35 a 39 | 12    |
| 8     | 30 a 34 | 16    |
| 8     | 25 a 29 | 0     |
| 8     | 20 a 24 | 4     |
| 0     | 15 a 19 | 4     |
| 12    | 10 a 14 | 8     |
| 4     | 5 a 9   | 12    |
| 4     | 0 a 4   | 4     |

## Economia
El 2007 la població en edat de treballar era de 180 persones, 122 eren actives i 58 eren inactives. De les 122 persones actives 113 estaven ocupades (73 homes i 40 dones) i 9 estaven aturades (4 homes i 5 dones). De les 58 persones inactives 20 estaven jubilades, 18 estaven estudiant i 20 estaven classificades com a «altres inactius».

### Ingressos
El 2009 a Ingouville hi havia 105 unitats fiscals que integraven 267 persones, la mediana anual d'ingressos fiscals per persona era de 21.497 €.

### Activitats econòmiques
Els 3 establiments que hi havia el 2007 eren d'empreses de construcció.
Dels 3 establiments de servei als particulars que hi havia el 2009, 1 era una fusteria i 2 lampisteries.
L'any 2000 a Ingouville hi havia 12 explotacions agrícoles que ocupaven un total de 630 hectàrees.

## Poblacions més properes
El següent diagrama mostra les poblacions més properes.